# 拉斯穆斯·佩德森
拉斯穆斯·伦德·佩德森（丹麥語：Rasmus Lund Pedersen，1998年7月9日—）是一名丹麦公路和场地自行车运动员，2019年开始为UCI洲际队ColoQuick车队效力。他曾在2020年世界場地自由車錦標賽上联同队友获得男子团体追逐赛的冠军。